# Filippo Costa
Filippo Costa, född 21 maj 1995 i Noventa Vicentina, är en italiensk fotbollsspelare som spelar för italienska Vicenza.

## Karriär
Den 1 september 2022 lånades Costa ut av Napoli till Foggia på ett säsongslån.
Den 19 juli 2023 värvades Costa av Vicenza, där han skrev på ett tvåårskontrakt.